# Castello Piccolomini (Capestrano)
Il castello Piccolomini di Capestrano si trova in provincia dell'Aquila, all'interno del parco nazionale del Gran Sasso e Monti della Laga.

## Storia
Il castello di Capestrano è stato costruito sui resti di una fortificazione medievale, della quale rimane la torre prismatica. La struttura contemporanea, nonostante sia frutto di numerosi interventi legati alle famiglie nobili che vi hanno risieduto, come gli Acquaviva, i Celano, i Piccolomini (a cui è legato il nome in uso) e i Medici, ai quali appartenne il castello fino all'abolizione della feudalità.
La struttura dell'edificio risale al 1485 e l'interno è stato completamente restaurato nel 1924, perdendo gran parte delle strutture originarie. L'edificio è di proprietà comunale.

## Architettura
Il castello è composto da due strutture disposte ad "L", delle quali la maggiore, esposta a sud-ovest, forma la facciata principale che dà sulla piazza del paese, mentre la minore limita a nord-ovest il cortile interno, che presenta a nord-est la torre dell'antica costruzione medievale.
La facciata principale è delimitata da due torri tonde. L'ingresso è sovrastato dallo stemma dei Piccolomini ed il primo piano presenta cinque finestre rinascimentali in marmo ad arco a sesto acuto. L'ingresso originario, invece, si trovava sul lato est dell'edificio, protetto da un fossato; di questo ingresso rimangono il rivellino ed i fori per le catene del ponte levatoio, che è stato sostituito da una scalinata in pietra.
Il cortile interno ospita al centro un pozzo quattrocentesco in marmo, fiancheggiato da due colonne con capitelli. Delle scalinate in pietra consentono l'accesso dal cortile ai piani superiori.